# Momentum opérationnel
Le momentum opérationnel est un processus qui fait coïcider deux biais cognitifs en rapport avec la représentation mentale des nombres. Le premier, le momentum opérationnel de magnitude, est le phénomène selon lequel les humains tendent à surestimer les résultats de l'addition et à sous-estimer ceux de la soustraction quand on empêche de recourir au compte exact. Le second, le momentum opérationnel de direction, se manifeste par une tendance à associer l’addition au côté droit de l'espace attentionnel et soustraction au côté gauche,.

## Études
Le terme de « momentum opérationnel » est introduit en anglais (operational momentum) en 2007 par un article de Koleen McCrink, Stanislas Dehaene et Ghislaine Dehaene-Lambertz publié dans Perception and Psychophysics,. Originellement, il ne désigne que sa déclinaison de magnitude.